# 裂叶堇菜
裂叶堇菜（学名：Viola dissecta）是堇菜科堇菜属的植物。分布于蒙古、俄罗斯、西伯利亚、朝鲜以及中国大陆的辽宁、陕西、内蒙古、河北、甘肃、四川、山东、山西、西藏、浙江、吉林等地，生长于海拔50米至3,200米的地区，一般生长在山坡草地、杂木林缘、田边、灌丛下以及路旁，目前尚未由人工引种栽培。

## 别名
深裂叶堇菜（拉汉种子植物名称）、奥尼图-尼勒-其其格（蒙名）

## 异名
- Viola dissecta Ledeb. f. pubescens (Regel) Kitag.
- Viola dissecta Ledeb. var. pubescens (Regel) Kitag.